# しし座オミクロン星
しし座ο星（ししざオミクロンせい、ο Leo / ο Leonis）は、しし座の恒星で4等星。

## 特徴
F型のスペクトルを持つ巨星とA型主系列星が連星系を成しているが、主星と伴星の平均距離がわずか0.17auと大変近いため、分光法またはスペックル干渉法でしか観測できていない。2つの星は、14.498日の周期で共通重心を互いに巡っている。

## 名称
固有名のSubra は、アラビア語で「たてがみ」または「肩」を意味する al-zubra に由来する。これは元々しし座のδ星とθ星から成るアラビアの月宿の一つを指していたものが、近年になって誤ってこの星の名前とされたものである。2016年9月12日、国際天文学連合の恒星の固有名に関するワーキンググループは、Subra をしし座ο星の固有名として正式に承認した。